# María del Carmen Bellón
María del Carmen Bellón (Linares, 25 de mayo de 1964) es una deportista española que compitió en judo. Ganó una medalla de bronce en el Campeonato Europeo de Judo de 1985 en la categoría de –66 kg.
Participó en los Juegos Olímpicos de Barcelona 1992, donde finalizó vigésima en la categoría de –66 kg.

## Palmarés internacional
| Campeonato Europeo | Campeonato Europeo  | Campeonato Europeo | Campeonato Europeo |
| Año                | Lugar               | Medalla            | Categoría          |
| ------------------ | ------------------- | ------------------ | ------------------ |
| 1985               | Landskrona (Suecia) | Medalla de bronce  | –66 kg             |